# NGC 3968
NGC 3968 (другие обозначения — UGC 6895, MCG 2-30-45, ZWG 68.92, ZWG 69.4, IRAS11529+1214, PGC 37429) — галактика в созвездии Лев.
Этот объект входит в число перечисленных в оригинальной редакции «Нового общего каталога».
Относится к категории спиральных галактик, общая масса газа в которых сравнима с общей массой звёзд. NGC 3968 светится в рентгеновском диапазоне.